# Чизхольм, Малькольм Гарольд
Малькольм Гарольд Чизхольм (англ. Malcolm Harold Chisholm; 15 октября 1945, Бомбей, Индия — 20 ноября 2015, Уэртингтон, штат Огайо) — британский химик-неорганик.
Известен достижениями в химии соединений, содержащих кратные связи металл-металл. Профессор химии и биохимии, почетный профессор математических и физических наук Национального университета Огайо.
Член Лондонского королевского общества (1990), Национальной академии наук США (2005).

## Молодые годы. Образование
Малькольм родился 15 октября 1945 в индийском городе Бомбей (ныне Мумбай) в шотландской семье кадрового офицера британской армии Ангуса и учителя начальных классов Гвенет Чизхольм. Когда Малькольму было шесть месяцев, семья переехала в родной город Инвернесс (Inverness) в Шотландии, а затем, когда Малькольму исполнилось три, в Дорсет (Dorset), город на юге Англии, где и прошло его взросление.
Чизхольм был любопытным ребенком. В детстве он сначала интересовался метеорологией и астрономией. С химией он познакомился в конце 50-х годов, когда ему подарили химический набор. В своем сарае он проводил множество простых химических опытов, которые иногда заканчивались небольшими пожарами.
В 1963 году Малькольм поступил в Queen Mary College (QMC). В колледже он был активным участником общественной жизни, являясь руководителем социального направления студенческого союза. Он также активно увлекался музыкой, и даже думал сделать карьеру в продюсировании. Он был близок к отчислению, но все же закончил бакалавриат. Свою дипломную работу Малькольм делал в лаборатории Алана Масси, где изучал карбонилы железа. Биядерный железный карбонильный комплекс Fe2(CO)9 был известен давно, но были сомнения в подлинности этого соединения: исследователей смущала его низкая растворимость и летучесть для ковалентного соединения со столь низкой молекулярной массой. Малькольм показал, что соединение Fe2(CO)9 сублимируется под высоким вакуумом и получил прекрасный масс-спектр вещества, подтверждавший предложенную химическую формулу. Результаты этого исследования были опубликованы в Nature.

## Дальнейшие исследования
В аспирантуре Малькольм совместно с Доном Брэдли изучал свойства алкоксидных и диметиламидных комплексов переходных металлов. Чизхольм разработал некоторые ранние теории связывания, имеющих место в π-донорных комплексах. Таким образом он смог объяснить, почему тетракоординированный d2-ион должен являться диамагнитным, что и наблюдается для Mo(NMe2)4.
После аспирантуры Малькольм отправился в Университет Западного Онтарио (UWO) в канадском Лондоне, где принял обучающую докторантуру. Он договорился проводить научную работу вместе с Говардом Кларком. Проект заключался в изучении химии катионных алкенных и алкильных комплексов платины, аналогов карбонильных производных, «катионов Кларка». В короткие сроки Малькольм сделал важные открытия в этой области.
Наиболее важная концепция, появившаяся у Чизхольма за время работы в UWO, это идея, что алкенные и алкинные катионные комплексы платины могут рассматриваться как металл-стабилизированные карбокатионы, и их высокая реакционная способность может быть интерпретирована в этих терминах. Концепция металл-стабилизированного карбокатиона доказала свою ценность как для фундаментальной химии, так и для прикладного катализа. Малькольм и Говард Кларк опубликовали вместе 19 статей, в том числе влиятельную обзорную статью.
В 1972 году Малькольм переехал в Принстон, где работал в должности ассистента профессора в Принстонском университете. В эти годы он сосредоточил свои усилия на изучении свойств амидов и алкоголятов молибдена и вольфрама в низких степенях окисления. Отсутствие рентгеновского аппарата в университете побудило Чизхольма к тесному сотрудничеству с Элом Коттоном из техасского университета A&M University.
Были получены новые биядерные соединения Mo2(NMe2)6 и W2(NMe2)6 и показано, что они содержат тройные связи металл-металл и имеют шахматную конформацию, аналогичную этану, как и следовало ожидать в случае соединений, которые имеют σ2π4 электронную конфигурацию и которые можно рассматривать как аналог ацетилена для соединений переходных металлов. Полученные соединения обладают обширными химическими свойствами благодаря реакционной способности обеих связей атомов азота с металлами и тройной связи металл-металл. Сотрудничество Чизхольма и Коттона вылилось в более чем 40 статей, определивших новую область неорганической химии.
Ближе к концу своего времени в Принстоне Малькольм переключил акцент своих исследований на тему реакционной способности тройных связей металл-металл. Реакционная способность частично ограничена за счет стерических эффектов, и диалкиламиды и третичные бутоксиды, которые являлись первыми полученными M2X6-соединениями, оказались несколько менее универсальными, чем соединения с алкоголятами с меньшими алкильными группами, такими как изопропилат. С другой стороны, если алкоксидная группа слишком мала, то соединения полимеризуются, так что предельное внимание Малькольма к деталям было важным при поиске золотой середины между этими двумя факторами.
После рассмотрения ряда вакансий Малькольм Чизхольм принял позицию в Университете штата Индиана (IU). Он планировал продолжить свою работу над соединениями, имеющими связи металл-металл, а в IU было большое преимущество для этого: имелась рентгеновская установка, которой управлял Джон Хаффман.
Во время длительного пребывания в IU, Малькольм заинтересовался материаловедением, поняв, что его алкоксиды металлов могут выступать в качестве моделей для реакций, протекающих на поверхности оксидов металлов при активации связи в катализе . Позже в сотрудничестве с коллегой Кеном Коултоном Чизхольм использовал свои летучие вольфрамовые соединения в качестве прекурсора карбида вольфрама. Они также разработали пути получения летучих солей бария и меди и использовали их как прекурсоры таких материалов, как оксид бария и металлическая медь. Малькольм начал самостоятельно развивать крупный исследовательский проект по использованию алкоголятов металлов для полимеризации дилактидов, оксиранов и других кольцевых соединений для создания экологически безвредных полимеров из возобновляемых ресурсов. Он также заинтересовался другим новым проектом по спектроскопии соединений с кратными связями металл-металл и применением этих соединений в качестве фотонных материалов. Он рассматривал, но не принял ряд привлекательных предложений переехать из Индианы, но, наконец, в 1999 г. получил предложение от Университета штата Огайо.
В январе 2000 году Малькольм в последний раз сменил место работы, переехав из Блумингтона в Индиане в Университет штата Огайо (OSU).
В исследованиях в OSU он переключил свое внимание на так называемые «лопастные» соединения с четверными связями, имеющими σ2π4δ2 электронную конфигурацию. Ранее он разработал путь синтеза этих соединений, используя восстановительное элиминирование соединений с тройной связью. Теперь для создания материалов с необычными свойствами он хотел связать два или более из этих центров, соединенных четырехкратно, чтобы создать димеры, олигомеры или полимеры и жидкие кристаллы, используя либо ковалентные линкеры, либо супрамолекулярную самосборку   .
Вторая главная тема Малькольма в OSU находилась главным образом в области зеленой химии, в частности, он занимался синтезом кислородсодержащих биоразлагаемых полимеров из устойчивых прекурсоров. Основной акцент исследований был сделан на полимеризации дилактидов, легко доступных и получаемых из кукурузы. Его наиболее активными катализаторами были катализаторы на основе комплексов магния, кальция и цинка с одной алкоксидной группой и объемным анионным лигандом, препятствующим образованию мостиковых алкоксидных групп .

## Семья и последние годы жизни
За год до получения степени PhD Малькольм женился на Сьюзан Сэйдж, которая с отличием окончила бакалавриат по английскому языку в QMC. В 1969 г. Они вместе отправились в Лондон, штат Онтарио, для дальнейших исследований.
11 мая 1973 году у них родился сын Кэлум.
Вскоре в браке случился раскол, и в 1978 году Малькольм и Сьюзан развелись.
1 мая 1982 году Малькольм женился во второй раз на Синдии Труа, которая работала его секретарем, а вскоре, когда Малькольм стал редактором журнала Polyhedron, стала помощником редактора.
В ноябре 1983 году у них родились близнецы Дерек и Селби.
Семья Малькольма любила путешествовать вместе, иногда совмещая отдых с научными конференциями. Чизхольмы были радушными и щедрыми хозяевами и любили развлекать своих друзей, коллег и студентов. На их ежегодных рождественских вечеринках Малькольм был ответственным за приготовление маргариты. Летом Чизхольм отправлялся в Кембридж, где ему принадлежал дом (это место он считал вторым домом), чтобы избежать среднезападной влажности, отдохнуть, встретиться с британскими друзьями и дописать некоторые проекты.
Синди скончалась в августе 2012 года Малькольм очень горевал, но находил утешение кругу своей семьи. В ноябре 2012 года у него родилась первая внучка Флер. У самого Малькольма диагностировали рак, и последние пять лет он мужественно переносил циклы химиотерапии, продолжая до конца преподавательскую, научную и общественную деятельность.
Малькольм Чизхольм скончался у себя дома 20 ноября 2015 года в возрасте 70 лет .

## Достижения и награды
- 1979 Медаль Кордей-Морган и награда Королевского химического общества
- 1986 Приглашенный член сообщества колледжа Клэр Холл, Кембридж
- 1987 Действительный член сообщества Американской ассоциации продвижения науки
- 1987 Заведующий кафедрой неорганической химии Университета Индианы
- 1987 Награда Королевского химического общества по химии и электрохимии переходных металлов
- 1988 Научная премия Александра фон Гумбольдта-старшего
- 1988 (Совместно с Дэвидом Л. Кларком) Премия ACS Nobel Laureate Signature
- 1989 Премия Американского химического общества по неорганической химии
- 1990 Член Лондонского королевского общества
- 1994 «Столетний приз» Королевского химического общества
- 1997 Исследовательская премия колледжа искусств и высоких наук Университета Индианы
- 1999 Премия Американского химического общества за выдающиеся достижения в неорганической химии
- 1999 Медаль Дэви Королевского общества
- 2001 Ученое звание лектора Королевского химического общества
- 2004 Член Американской академии искусств и наук
- 2004 Медаль Базоло АХО Чикаго и Северо-Западного университета
- 2005 Член Национальной академии наук США
- 2005 Член-корреспондент Эдинбургского Королевского общества
- 2006 Медаль Бейлара Университета Иллиноиса
- 2008 Доктор наук, Университета Западного Онтарио
- 2009 Член Американского химического общества
- 2010 Приз Найлома Королевского химического общества
- 2012 Медаль Морлей, АХО Кливленда

## Работа редактором
- 1982—1997 Polyhedron, редактор американской версии
- 1996—1999 Chemical Communications, редактор
- 1998—2002 Dalton Transactions, заместитель главного редактора